# Localización de idiomas
La localización de idiomas (del latín locus, "lugar", y del término inglés locale, "lugar en el que sucede o se ubica algo") es la segunda fase de un largo proceso de traducción y adaptación cultural (para países, regiones o grupos específicos), teniendo en cuenta las diferencias que existen entre los distintos mercados, un proceso global que se denomina internacionalización y localización.[cita requerida]
No se debe confundir la localización de idiomas con la actividad de traducción, puesto que la localización supone un estudio exhaustivo de la cultura de llegada, con el objetivo de adaptar correctamente el producto a las necesidades locales. En inglés, se suele abreviar este término utilizando el numerónimo L10N (que indica que entre la "L" y la "N" hay diez letras).[cita requerida]
Por lo general, el proceso de localización está más relacionado con la adaptación cultural y la traducción de software, videojuegos y páginas web que con la traducción (aunque esta última también requiere procesos de adaptación cultural). La localización puede llevarse a cabo para regiones o países, independientemente de si se habla en ellos uno o varios idiomas. Por ejemplo, las variantes del español en América Latina son diferentes de las de España, incluyendo las frases hechas que se utilizan en cada región. Del mismo modo, las locuciones y modismos pueden variar entre países en los que el inglés es la lengua oficial (por ejemplo, Estados Unidos, Inglaterra y Australia).[cita requerida]

## Procesos globales: internacionalización, globalización y localización
Según las definiciones elaboradas por LISA (Localization Industry Standards Association), la globalización "puede considerarse más como un ciclo que no como un proceso único". La tarea de globalizar consiste en estudiar y planificar previamente los métodos de diseño y desarrollo de un producto teniendo en cuenta a un destinatario multicultural. Este proceso se lleva a cabo con el fin de evitar el incremento de los costes y problemas de calidad, ahorrar tiempo y facilitar el trabajo de localización para cada región o país. La localización es una parte integral del proceso de globalización.

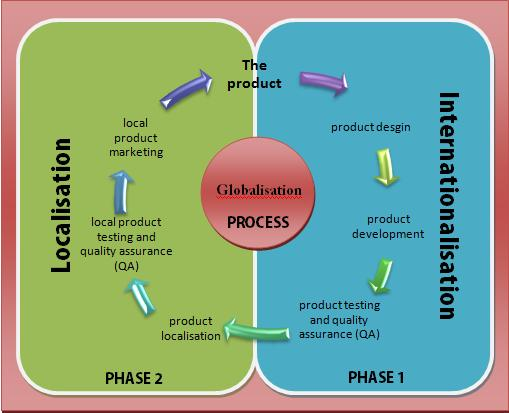
El proceso de localización
(basado en un gráfico procedente del sitio web de LISA).

Existen dos procesos técnicos principales que componen la globalización, la internacionalización y la localización.
La primera fase es la de internacionalización y abarca las etapas de planificación y preparación de un producto creado, desde su diseño, para satisfacer las necesidades de los mercados a nivel mundial. En este proceso no se incorporan referencias culturales ni contenidos específicos de países o idiomas para que el producto pueda ser adaptado posteriormente con facilidad y sin necesidad de modificar el componente central. Si estos contenidos no se separaran durante esta fase, entonces tendría que ser modificado durante el proceso de localización, lo que implicaría más tiempo y coste para el proyecto. En casos extremos, los productos que no se internacionalizan previamente, puede que después no se localicen.
La segunda fase es la de localización y hace referencia a la adaptación del producto para un mercado concreto. Según LISA, cuatro de las cuestiones a tener en cuenta en la fase de localización son los elementos lingüísticos, físicos, técnicos y culturales y comerciales. 
Al final de cada fase se realizan pruebas, entre las que se incluye la de garantía de calidad, con el objetivo de garantizar que el producto funcione correctamente y cumpla con las expectativas de calidad del cliente. 

### Diferencias entre traducción y localización
Aunque a menudo resulta difícil separar los límites entre traducción y localización, en general, la localización aborda los componentes no textuales relevantes de productos o servicios. El proceso de localización, además de la traducción (y, por lo tanto, los problemas de gramática y de ortografía que pueden variar en dependencia de la variante que se hable, aunque estas correspondan al mismo idioma), puede incluir la adaptación de gráficos, la adopción de la moneda local, utilizar las fórmulas apropiadas para las fechas, direcciones y números de teléfono, las opciones de colores, y muchos otros detalles, entre los que se incluye la consideración de la estructura física de un producto. Todas estas modificaciones tienen la finalidad de reconocer las sensibilidades locales, evitar el conflicto con la cultura y los hábitos locales, y entrar en el mercado local teniendo en cuenta sus necesidades y deseos. Por ejemplo, la localización tiene como objetivo ofrecer sitios web de una misma empresa con especificidades concretas en función del país o las diferentes ediciones de un libro en función del lugar en el que se publica.

### Diferencias entre globalización y localización
Mientras que la localización es el proceso de adaptación de un producto a un lugar determinado, la globalización diseña el producto para minimizar el trabajo extra que luego requiere cada localización. Por ejemplo, imaginemos que alguien está trabajando para una empresa que, hasta ahora, ha operado exclusivamente en los Estados Unidos. Sin embargo, ahora la empresa abrirá una oficina importante en China, y necesita un sitio web en ese idioma. La empresa ofrece los mismos productos y servicios en ambos países, solo con algunas pequeñas diferencias, pero quizá algunos de los elementos que aparecieron en el primer sitio web, dirigido a los clientes de Estados Unidos, son ofensivos o desagradables en China (como el uso de banderas, colores, imágenes nacionalistas, canciones, etc.). En ese caso, la empresa podría perder un mercado potencial debido a pequeños detalles de presentación. 
Es por eso por lo que esta empresa podría tener que adaptar el producto a sus nuevos clientes. Los videojuegos son el mejor ejemplo de este tipo de adaptación.
Del mismo modo, pongamos por ejemplo a una empresa que cuenta con oficinas importantes en una docena de países, y necesita un sitio web diseñado particularmente para cada uno de dichos países. Antes de decidir la forma de localizar el sitio web y los productos que se ofrecen en un país dado, un profesional en el área podría asesorar a la empresa para crear una estrategia global, es decir, globalizar la forma en que la empresa lleva a cabo el negocio. La empresa podría diseñar un sistema para codificar y respaldar esta estrategia global. La estrategia y el sistema de globalización servirían como una guía uniforme para los doce proyectos de localización independientes. De este modo se ahorrarían recursos y tiempo en la fase de localización.

## Etiquetas y códigos de idiomas
Los códigos de idiomas están intrínsecamente relacionados con el proceso de localización, puesto que indican los lugares implicados en la traducción y adaptación del producto. Dichos códigos se utilizan en diferentes contextos, por ejemplo, pueden ser utilizados de manera informal en un documento publicado por la Unión Europea o pueden ser introducidos en forma de etiquetas en el atributo lang. En el caso de la guía de estilo de la UE, las etiquetas de idiomas se basan en la norma ISO 639-1 del código alfa-2. Por lo general, en documentos HTML, los códigos de idioma se definen en la especificación BCP 47 del IETF. La decisión de utilizar un tipo de código o etiqueta y no otro, depende de la naturaleza del proyecto y de los requisitos establecidos por el especialista en localización. 
La mayoría de las etiquetas de idioma están formadas por una subetiqueta de idioma de dos o tres letras. Habitualmente, hay una subetiqueta principal que identifica el idioma (p. ej., "en") y una subetiqueta opcional, en mayúsculas, que especifica la variedad nacional (p. ej., "GB" o "US"). Los subcódigos suelen estar unidos por un guion, aunque en algunos contextos, es necesario sustituirlo por un guion bajo.
Hay una gran variedad de etiquetas de idiomas disponibles para la codificación de los mismos. Por ejemplo, la ISO indica en las normas ISO 639-1 e ISO 639-2 los códigos específicos de dos o tres letras para representar cada lengua.
| Familia de idiomas | Código ISO 639-1 | Variante de idiomas                        |
| ------------------ | ---------------- | ------------------------------------------ |
| Inglés             | en-GB            | Inglés de Reino Unido                      |
| Inglés             | en-US            | Inglés de EE. UU.                          |
| Inglés             | en-CA            | Inglés de Canadá                           |
| Español            | es-ES            | Español de España                          |
| Español            | es-MX            | Español de México                          |
| Español            | es-AR            | Español de Argentina                       |
| Español            | es-VE            | Español de Venezuela                       |
| Portugués          | pt-PT            | Portugués de Portugal                      |
| Portugués          | pt-BR            | Portugués de Brasil                        |
| Chino              | zh-CN            | Chino Peninsular, caracteres simplificados |
| Chino              | zh-TW            | Taiwán, caracteres tradicionales           |
| Chino              | zh-HK            | Hong Kong, caracteres tradicionales        |